# Бояр-Фиалковский, Грациан
Грациан Бояр-Фиалковский (пол. Gracjan Bojar-Fijałkowski; 21 октября 1912, Бобровники над Вислой — 24 декабря 1984, Кошалин) — польский историк и писатель, исследователь славянской истории Польши и периода гитлеровской оккупации. Доктор наук.

## Биография
Окончил кавалерийскую школу. Подхорунжий. В сентябре 1939 года офицером Войска Польского участвовал кампании против вермахта, попал в плен, позже бежал из лагеря для интернированных в Литве, партизанил в рядах Армии Крайовой. Вновь был взят в плен и заключён в концлагерь Освенцим. В конце Второй мировой войны бежал при транспортировании в другой лагерь. Добрался до Эльзаса. В последние дни войны — офицер французской армии.
В 1947 году вернулся на родину. Поступил в высшую общественно-хозяйственную школу в Катовице. Работал журналистом. В Познанском университете получил научную степень доктора гуманитарных наук (диссертация «Гитлеровская политика по отношению к военнопленным на Западном Поморье в 1939—1945 годах» («Hitlerowska polityka wobec jeńców wojennych na Pomorzu Zachodnim w latach 1939—1945»)).
Исследователь славянской истории Польши.

## Творчество
Как прозаик, дебютировал в 1961 сборником исторических рассказов о кошалинской земле «Море шумит как и прежде» («Morze szumi jak dawniej»). Позже опубликовал «Pieśń Swantibora» (1964), «Powilcze» (1971), «Legendy koszalińskiego grodu» (1972), «Legendy znad drawskich jezior» (1974), «Legendy ze słowiańskiej checzy» (1976), «Wróżba Swantewita: wybór baśni, podań i legend Pomorza Środkowego» (1977), «Mury Drahimia» (1982), «Powrót z tamtego brzegu» (1984), «Szczęście pod jaskółczym gniazdem: z wierzeń, obrzędów i zwyczajów ludowych na Pomorzu Zachodnim» (1986), «Święty Otton z Bambergu» (1986).
Почти все эти книги написаны на основе сказок, народных сказаний и легенд, каждая из которых сопровождена научно-историческим комментарием и отображает непрерывность культурных связей кошалинской земли с другими славянскими регионами. Содержат богатый материал об общественно-политической обстановке того времени.
Автор ряда книг для детей и юношества.

## Награды
- Серебряный крест ордена Virtuti Militari
- Крест Храбрых,
- Партизанский крест
- Крест Армии Крайовой
- Офицерский крест Ордена Возрождения Польши